# Trolejbusy w Baku
Trolejbusy w Baku − zlikwidowany system komunikacji trolejbusowej w stolicy Azerbejdżanu Baku.

## Historia
Pierwszą linię trolejbusową o długości 7,5 km otwarto 5 grudnia 1941. W pierwszej połowie lat 70. XX w. w mieście było 10 linii trolejbusowych. W kolejnych latach sieć trolejbusową intensywnie rozbudowywano i pod koniec lat 80. XX w. w mieście były 32 linie, których długość wynosiła 300 km. W 1987 otwarto najdłuższą linię trolejbusową nr 30, która kursowała na trasie: Вокзал - Аэропорт Бина oraz nową, drugą zajezdnię trolejbusową. W 1991 w Baku nadal były 32 linie trolejbusowe, które kursowały po trasach o długości 110 km. Po upadku ZSRR stan trolejbusów się pogorszył, następowały przerwy w dostawach prądu. Ostatnią linię trolejbusową zamknięto 30 czerwca 2006.

## Tabor
W ostatnich latach eksploatowano trolejbusy Škoda 14Tr.